# Република (газета)
«Република» — щоденник, офіціоз уряду ЗО УНР, виходив у Станиславові від 2 лютого до 25 травня 1919.
Вийшло 94 числа.
Редактор Іван Кревецький, співредактори Володимир Дорошенко, Михайло Струтинський, Микола Федюшка.